# Административна кула Дом штампе
Административна кула Дом штампе је облакодер који се налази у Приштини. Највиша је грађевина на Косову и Метохији, а њен архитекта је Георги Константиновски.
Нове друштвене околности, укључујући општи развој писаних медија и издаваштва, детерминисале су неизбежну неминовност за једну озбиљну зграду у Приштини где би се могле развијати све ове активности. Објекат Дома штампе је један од пројеката који су почетком 1970-их година имали тенденцију да развијају град у висине. Са својих осамнаест етажа, иде до висине од 72,4 m изнад улазне коте призмеља.
Целокупан садржај зграде се састоји од: штампарије, књижаре, сале, простора за администрацију и станова за запослене; ови последњи нису реализовани. Све ове функционалне групације су организоване унутар посебних волумена зграде који чине укупну композицију. Сви остали садржаји су смештени на хоризонталном волумену, осим администрације која се организује вертикално у кули од П+17 спратова и која доминира над целом композицијом. Реконструкција је обављена 2000-их година, те је објекат значајно променио свој претходни изглед.

## Историја
Идејни архитектонски пројекат Дома штампе у Приштини постојао је још од 1962. године на локацији неколико метара источно од изграђене зграде. Овај пројекат је израдио атеље Архитектура и урбанизам из Београда са аутором архитектом Милорадом Мацуром. Како се наводи у осврту тадашњег одељење за комуналне послове и послове урбанизма Народног одбора општине Приштина, овај предлог је одбијен „сматрајући да решење не садржи у себи позитивна својства које објекат по својој функцији има, а будући да је један од најважнијих не само за град Приштину већ и за целу област, предлаже се да се распише конкурс југословенског значаја који би обезбедио квалитетније решење, што овај објекат и заслужује.”
Сматрајући да је таква зграда неопходност у Приштини, архитекта Башким Фехмију 1969. године развија скицу рашчлањености волумена делова зграде под слоганом: „Не луксузни декор — већ хумани комфор” где, поред принципа обликовања композиције, одређује и дијаграм комуникација свих функционалних јединица.
Без обзира на захтев градског одбора за урбанизам и лично инсистирање професора Фехмијуа да се организује отворени архитектонски конкурс југословенског карактера, пројекат је 1972. године уговорен директно са скопским архитектом Георгијем Контантиновским.
Изградња објекта је почела 1977. године на основу идејног пројекта љубљанског архитекте и професора Едварда Равникара, као првонаграђени рад на архитектонском позваном конкурсу за комплекс Техничког факултета Универзитета у Приштини, организованом 1976. године. Главни пројекат је урадио београдски архитектонски Инвест биро, са одговорним пројектантом архитектом Рајком Џанкићем.